# Lauri Boldt
Johan Lauri Daniel Boldt, född 21 november 1910 i Åbo, död 18 januari 1982, var en finlandssvensk överste. Boldt deltog i FN-operationen UNOGIL 1958 i Libanon. Från 1965 till 1966 var han kommendör för den finska Cypernbataljonen som ingick i UNFICYP. Senare verkade han i den finska sektionen av Amnesty International och har varit dess ordförande.
Lauri Boldts far var religionsfilosofen Georg Boldt. Han var gift med biblioteksrådet Barbro Boldt (född Inberg) från 1940 och far till psykologen Barbara Mattsson, ekonomen Peter Boldt och journalisten Jolin Boldt.

### Uppslagsverk
- Vem och vad? Biografisk handbok 1967, s. 55–56.